# フランシスコ・ブルーノ
フランシスコ・ブルーノ（Francisco Bruno、1995年5月28日 - ）は、カンペオナト・ポルトガル・デ・ラグビー、グルポ・デシポルトゥ・ディレイトに所属するラグビーユニオン選手。

## プロフィール
- ポルトガルリスボン出身[1]。
- ポジションはプロップ(PR)。
- 身長 180cm、体重 100kg
- ポルトガル代表キャップは24（2025年2月現在）でラグビーワールドカップ2023のポルトガル代表に選ばれた[2]。

## 略歴
ルシタノスXVを経て、2022年、グルポ・デシポルトゥ・ディレイトに加入。